# NCSY
NCSY (anteriorment coneguda com a Consell Nacional de la Sinagoga Juvenil) és una organització juvenil jueva ortodoxa, que forma part de la Unió ortodoxa. Va ser fundada en 1954, té membres als Estats Units, Canadà, Israel, Xile, i anteriorment també a Ucraïna. El seu lema és inspirar el futur jueu. NCSY és dirigida pel rabí Micah Greenland, i és supervisada per la comissió juvenil de la Unió ortodoxa (OU), dirigida per Avi Katz de Nova Jersey.
La NCSY (en anglès: National Council of Synagogue Youth) és la successora de la Unió Nacional de la Joventut Jueva Ortodoxa, establerta en 1942, com un moviment juvenil ortodox, semblant a un club, o a una fraternitat. Amb el temps, la seva activitat es va centrar en la divulgació, i en l'ensenyament de comportaments religiosos als adolescents.